# Petrorhagia lycica
Petrorhagia lycica är en nejlikväxtart som först beskrevs av Peter Hadland Davis, och fick sitt nu gällande namn av Peter William Ball och Heywood. Petrorhagia lycica ingår i släktet klippnejlikor, och familjen nejlikväxter. Inga underarter finns listade i Catalogue of Life.